# Physcia convexella
Physcia convexella är en lavart som beskrevs av Roland Moberg. Physcia convexella ingår i släktet Physcia och familjen Physciaceae.   Inga underarter finns listade i Catalogue of Life.